# Advances in Palliative Medicine
Advances in Palliative Medicine – kwartalnik wydawany przez Wydawnictwo Via Medica pod patronatem Polskiego Towarzystwa Medycyny Paliatywnej. Redaktorem naczelnym jest dr Małgorzata Krajnik. Zastępcami redaktora naczelnego są: dr Zbigniew Żylicz, prof. Ewa Jassem, dr Tony O'Brien oraz dr Katalin Hegedus.
W skład rady naukowej wchodzą samodzielni pracownicy naukowi z tytułem profesora lub doktora habilitowanego z Polski oraz z zagranicy. Artykuły ukazują się w języku angielskim.

## Stałe działy
- komentarze redakcyjne
- prace poglądowe
- prace oryginalne
- opisy przypadków

## Indeksacja
- Index Copernicus (IC)
- EMBASE

Współczynniki cytowań:
- Index Copernicus (2009): 5,53[1]

Na liście czasopism punktowanych przez polskie Ministerstwo Nauki znajduje się w części B z sześcioma punktami.